# Зубанов, Григорий Алексеевич
Григорий Алексеевич Зубанов (2 декабря 1924 — 7 ноября 1966, Калининский район, Саратовская область, РСФСР, СССР) — передовик советского сельского хозяйства, комбайнёр колхоза имени Максима Горького Калининского района Саратовской области, Герой Социалистического Труда (1966).

## Биография
Родился в 1924 году в деревне Панцыровка Аткарского уезда Саратовской губернии, ныне Калининского района Саратовской области в русской многодетной рабоче-крестьянской семье. В 1938 году окончил среднюю Монастырскую школу, после чего окончил обучение в школе механизации сельского хозяйства, освоил сельскохозяйственную технику. Трудоустроился в местный колхоз Баландинского района Саратовской области.
В августе 1943 году был призван в Красную Армию по мобилизации. Окончил курсы младшего командующего состава, получил звание младший лейтенант. Участник Великой Отечественной войны с ноября 1944 года. Службу проходил на 1-м Белорусском фронте, командир 3-го взвода 1-й стрелковой роты 1105 стрелкового полка 328-й стрелковой дивизии в составе 47-й армии. Принимал участие в операциях по освобождению Украины и Польши. в ходе Варшавско-Познанской операции получил ранение. Награждён орденом «Красной Звезды».
Демобилизовавшись, Григорий Алексеевич продолжил работать трактористом, а затем освоил и хлебоуборочный комбайн. В 1950-е годы за отличные результаты по уборке урожая был удостоен орденом «Знак Почёта». В седьмую пятилетку продолжал наращивать темпы по достижению плана хлебозаготовок. В соревнованиях механизаторов добивался высоких результатов.
За успехи, достигнутые в увеличении производства и заготовок пшеницы, ржи, гречихи, риса, других зерновых и кормовых культур и высокопроизводительном использовании техники, Указом Президиума Верховного Совета СССР от 23 июня 1966 года Григорию Алексеевичу Зубанову было присвоено звание Героя Социалистического Труда с вручением ордена Ленина и золотой медали «Серп и Молот».
7 ноября 1966 года трагически погиб. Похоронен на кладбище в родной деревне Панцыровка.

## Награды
За трудовые успехи удостоен:
- золотая звезда «Серп и Молот» (23.06.1966),
- два ордена Ленина (23.06.1966),
- Орден Красной Звезды (09.02.1945),
- Орден Знак Почёта (11.01.1957),
- другие медали.